# L'Invité du mardi
Pour plus de détails, voir Fiche technique et Distribution.
L'Invité du mardi est un film français réalisé par Jacques Deval en 1949, sorti en 1950.

## Synopsis
Dans leur petit appartement, les époux Josse vivent de façon terne et paisible. Charles Josse est au contentieux d'une compagnie d'assurances qui refuse d'assurer le fantasque Maurice. Charles Josse prend Maurice en affection et règle son problème tout en l'invitant régulièrement à passer des soirées à son domicile. Maurice en profite pour séduire Fernande Josse et l'incite à supprimer son mari en versant du poison dans son thé. Charles, qui a surpris leur projet, ne fait rien pour stopper le complot et ingurgite la tasse de thé dans laquelle, finalement, Fernande n'a pas mis le poison. Maurice s'éclipse et la vie reprend comme avant.

## Fiche technique
- Titre : L'Invité du mardi
- Réalisation : Jacques Deval
- Scénario : D'après la pièce de Jacques Deval La Femme de ta jeunesse
- Adaptation et dialogue : Jacques Deval, Jean Ferry
- Assistant réalisateur : Guy Lefranc
- Photographies : Louis Page
- Opérateur : André Dumaître
- Son : Jacques Lebreton
- Décors : Robert Clavel, assisté de André Bakst
- Montage : Germaine Fouquet
- Musique : Georges Van Parys (éditions Transatlantique)
- Script-girl : Suzanne Durrenberger
- Régisseur général : Georges Charcot
- Régisseur extérieur : Robert Turlure, Pierre Vouillon
- Maquillage : Yvette Dicop; Jacqueline Coulant
- Accessoiriste : Robert Albouze, R. Jumeau
- Production : Les Films Raoul Ploquin, Société Nouvelle des Établissements Gaumont
- Tournage dans les studios "Franstudio"
- Enregistrement : Western Electric
- Tirage : Laboratoire G.T.C Joinville
- Genre : Comédie dramatique
- Pellicule 35 mm, noir et blanc
- Durée : 84 min
- Titre original : Du thé pour Mr Josse
- Première présentation le 29/09/1950
- Visa d'exploitation : 9372
- Affiche : Jacques Bonneaud (France)

## Distribution
- Bernard Blier : Charles Josse, agent d'assurances
- Madeleine Robinson : Fernande Josse, alias Minou, la femme de Charles
- Michel Auclair : Maurice Vineuse, le convalescent
- Nadine Alari : Ginette, une voisine des "Josse"
- Bernadette Lange : Flo, la prostituée
- Lucien Guervil : Henri Gomperse, l'épicier
- Jacques Dynam : Jean Gomperse, le fils des épiciers
- Suzanne Courtal : Thérèse Gomperse, l'épicière
- Geneviève Morel : La patronne du café
- Paul Azaïs : Le chauffeur
- Jean Berton : L'agent de police
- Jean Sylvère : Lulu, l'employé SNCF
- Henri Coutet : Pierrot
- Christine Covil
- Paule Launay
- Lucienne Legrand
- Le chien Brutus